# Notozulia entreriana
Notozulia entreriana es una especie de insecto de la familia Cercopidae.

## Etimología
El epíteto específico significa “de Entre Ríos”, haciendo referencia a la provincia de Argentina donde fue identificado por primera vez.

## Características
Notozulia entreriana tiene un cuerpo de color negro, aunque puede presentar manchas o estrías blancas. Los machos miden alrededor de 7,1 mm, siendo las hembras de mayor tamaño, alrededor de 7.7 mm.

## Distribución
Esta especie se encuentra en el centro y norte de Argentina, sur y centro de Brasil, Bolivia, Paraguay y Uruguay.

## Ecología
Notozulia entreriana se alimenta mediante picación-succión del tejido de las plantas, inyectando sustancias que permiten licuar las porciones sólidas del tejido. Obtienen el alimento de cualquier parte de las plantas (tallos, hojas), pero durante la época reproductiva prefieren vainas y semillas. Se la considera plaga en los países donde se encuentra debido a que se alimenta de pastos de importancia para la agricultura.

## Clasificación
Fue descripta primero como Tomaspis entreriana por el naturalista alemán radicado en Argentina Carlos Berg en 1879, y cambiada al género Notozulia por Calvalho en 1995.
- Reino Animalia
- Filo Arthropoda
- subfilo Hexapoda
- Clase Insecta
- Subclase Pterygota
- orden Hemiptera
- Suborden Auchenorrhyncha
- Infraorden Cicadomorpha
- Superfamilia Cercopoidea
- Familia Cercopidae
- subfamilia Ischnorhininae
- Tribu Tomaspidini
- género Notozulia
- Notozulia entreriana